# Lista över föreningar för kvinnans politiska rösträtt
Det här är en lista över föreningar för kvinnans politiska rösträtt samt filialer till dessa.

## Föreningar
| Förening                  | Län                     | Bildad            | Upphörd |
| ------------------------- | ----------------------- | ----------------- | ------- |
| ...i Stockholm            | Stockholms län          | 4 juni 1902       |         |
| ...i Göteborg             | Göteborgs och Bohus län | 7 oktober 1902    |         |
| ...i Lund                 | Malmöhus län            | 24 januari 1903   |         |
| ...i Nyköping             | Södermanlands län       | 9 februari 1903   |         |
| ...i Helsingborg          | Malmöhus län            | 19 februari 1903  |         |
| ...i Uppsala              | Uppsala län             | 21 mars 1903      |         |
| ...i Växjö                | Kronobergs län          | 23 mars 1903      |         |
| ...i Gävle                | Gävleborgs län          | 4 april 1903      |         |
| ...i Landskrona           | Malmöhus län            | 6 april 1903      |         |
| ...i Varberg              | Hallands län            | 20 april 1903     |         |
| ...i Malmö                | Malmöhus län            | 21 april 1903     |         |
| ...i Ängelholm            | Kristianstads län       | 23 april 1903     |         |
| ...i Halmstad             | Hallands län            | 24 april 1903     |         |
| ...i Ronneby              | Blekinge län            | 24 april 1903     |         |
| ...i Linköping            | Östergötlands län       | 2 maj 1903        |         |
| ...i Falkenberg           | Hallands län            | 5 maj 1903        |         |
| ...i Örebro               | Örebro län              | 13 maj 1903       |         |
| ...i Karlstad             | Värmlands län           | 16 maj 1903       |         |
| ...i Norrköping           | Östergötlands län       | 24 oktober 1903   |         |
| ...i Umeå                 | Västerbottens län       | 24 november 1903  |         |
| ...i Skara                | Skaraborgs län          | 27 november 1903  |         |
| ...i Hudiksvall           | Gävleborgs län          | 3 december 1903   |         |
| ...i Eslöv                | Malmöhus län            | 4 december 1903   |         |
| ...i Sundsvall            | Västernorrlands län     | 4 december 1903   |         |
| ...i Söderhamn            | Gävleborgs län          | 9 december 1903   |         |
| ...i Östersund            | Jämtlands län           | 14 december 1903  |         |
| ...i Gellivare-Malmberget | Norrbottens län         | 10 januari 1904   |         |
| ...i Härnösand            | Västernorrlands län     | 2 mars 1904       |         |
| ...i Vadstena             | Östergötlands län       | 21 mars 1904      | 1909    |
| ...i Karlskrona           | Blekinge län            | 9 april 1904      |         |
| ...i Indal                | Västernorrlands län     | 2 juni 1904       |         |
| ...i Arboga               | Västmanlands län        | 16 november 1904  |         |
| ...i Mariestad            | Skaraborgs län          | 21 november 1904  |         |
| ...i Västervik            | Kalmar län              | 28 november 1904  |         |
| ...i Eksjö                | Jönköpings län          | 2 december 1904   |         |
| ...i Vänersborg           | Älvsborgs län           | 6 december 1904   |         |
| ...i Uddevalla            | Göteborgs och Bohus län | 10 februari 1905  |         |
| ...i Filipstad            | Värmlands län           | 26 mars 1905      |         |
| ...i Karlshamn            | Blekinge län            | 15 maj 1905       |         |
| ...i Norrtälje            | Stockholms län          | 6 november 1905   |         |
| ...i Vaxholm              | Stockholms län          | 19 november 1905  |         |
| ...i Arvika               | Värmlands län           | 30 november 1905  |         |
| ...i Vetlanda             | Jönköpings län          | 7 december 1905   |         |
| ...i Ludvika              | Kopparbergs län         | 10 december 1905  |         |
| ...i Falun                | Kopparbergs län         | 11 december 1905  |         |
| ...i Lindesberg           | Örebro län              | 12 december 1905  |         |
| ...i Nora                 | Örebro län              | 17 december 1905  |         |
| ...i Grängesberg          | Dalarnas län            | 29 december 1905  |         |
| ...i Kopparberg           | Kopparbergs län         | 31 januari 1906   |         |
| ...i Södertälje           | Stockholms län          | 9 februari 1906   |         |
| ...i Strängnäs            | Södermanlands län       | 14 februari 1906  |         |
| ...i Strömstad            | Göteborgs och Bohus län | 16 februari 1906  |         |
| ...i Jönköping            | Jönköpings län          | 8 mars 1906       |         |
| ...i Lyckeby              | Blekinge län            | 10 mars 1906      |         |
| ...i Skutskär             | Uppsala län             | 22 mars 1906      |         |
| ...i Katrineholm          | Södermanlands län       | 30 mars 1906      |         |
| ...i Kisa                 | Östergötlands län       | 30 mars 1906      |         |
| ...i Eskilstuna           | Södermanlands län       | 1 april 1906      |         |
| ...i Kumla                | Örebro län              | 28 april 1906     |         |
| ...i Kiruna               | Norrbottens län         | 2 maj 1906        |         |
| ...i Trelleborg           | Malmöhus län            | 5 maj 1906        |         |
| ...i Lidköping            | Skaraborgs län          | 9 maj 1906        |         |
| ...i Hedemora             | Dalarnas län            | 10 maj 1906       |         |
| ...i Tidaholm             | Skaraborgs län          | 15 maj 1906       |         |
| ...i Mölnbo               | Stockholms län          | 7 september 1906  |         |
| ...i Visby                | Gotlands län            | 17 september 1906 |         |
| ...i Åmål                 | Älvsborgs län           | 5 oktober 1906    |         |
| ...i Västerås             | Västmanlands län        | 13 oktober 1906   |         |
| ...i Sollefteå            | Västernorrlands län     | 22 oktober 1906   |         |
| ...i Mjölby               | Östergötlands län       | 17 november 1906  |         |
| ...i Edsvalla             | Värmlands län           | 18 november 1906  |         |
| ...i Kristianstad         | Kristianstads län       | 21 november 1906  |         |
| ...i Hörby                | Malmöhus län            | 6 december 1906   |         |
| ...i Kil                  | Värmlands län           | 13 december 1906  |         |
| ...i Växjö                | Kronobergs län          | 30 december 1906  |         |
| ...i Norrhammar           | Jönköpings län          | 3 januari 1907    |         |
| ...i Säffle               | Värmlands län           | 7 januari 1907    |         |
| ...i Kalmar               | Kalmar län              | 6 april 1907      |         |
| ...i Karlskoga            | Örebro län              | 15 maj 1907       |         |
| ...i Sandviken            | Gävleborgs län          | 2 juni 1907       |         |
| ...i Rättvik              | Kopparbergs län         | 30 juni           |         |
| ...i Leksand              | Kopparbergs län         | 1 juli 1907       |         |
| ...i Skellefteå           | Västerbottens län       | 8 juli 1907       |         |
| ...i Ursviken             | Västerbottens län       | 9 juli 1907       |         |
| ...i Piteå                | Norrbottens län         | 10 juli 1907      |         |
| ...i Luleå                | Norrbottens län         | 11 juli 1907      |         |
| ...i Älmhult              | Kronobergs län          | 16 juli 1907      |         |
| ...i Boden                | Norrbottens län         | 18 juli 1907      |         |
| ...i Ljungby              | Kronobergs län          | 5 augusti 1907    |         |
| ...i Gräbbestad           | Göteborgs och Bohus län | 7 augusti 1907    |         |
| ...i Neder-Kalix          | Norrbottens län         | 10 augusti 1907   |         |
| ...i Haparanda            | Norrbottens län         | 12 augusti 1907   |         |
| ...i Öregrund             | Stockholms län          | 12 augusti 1907   |         |
| ...i Ljusdal              | Gävleborgs län          | 17 augusti 1907   |         |
| ...i Sundbyberg           | Stockholms län          | 17 augusti 1907   |         |
| ...i Mariefred            | Södermanlands län       | 18 augusti 1907   |         |
| ...i Sösdala              | Kristianstads län       | 18 augusti 1907   |         |
| ...i Liljeholmen          |                         | 19 augusti 1907   |         |
| ...i Sigtuna              | Stockholms län          | 20 augusti 1907   |         |
| ...i Värnamo              | Jönköpings län          | 24 augusti 1907   |         |
| ...i Alvesta              | Kronobergs län          | 31 augusti 1907   |         |
| ...i Trollhättan          | Älvsborgs län           | 12 september 1907 |         |
| ...i Gränna               | Jönköpings län          | 13 september 1907 |         |
| ...i Broby                |                         | 21 september 1907 |         |
| ...i Hässleholm           | Kristianstads län       | 22 september 1907 |         |
| ...i Gnesta               | Södermanlands län       | 9 oktober 1907    |         |
| ...i Tingsryd             | Kronobergs län          | 26 oktober 1907   |         |
| ...i Arvidsjaur           | Norrbottens län         | 2 november 1907   |         |
| ...i Borgholm             | Kalmar län              | 4 november 1907   |         |
| ...i Oskarshamn           | Kalmar län              | 5 november 1907   |         |
| ...i Lysekil              | Göteborgs och Bohus län | 6 november 1907   |         |
| ...i Söderköping          | Östergötlands län       | 30 november 1907  |         |
| ...i Örnsköldsvik         | Västernorrlands län     | 30 november 1907  |         |
| ...i Gudmundrå            | Västernorrlands län     | 7 december 1907   |         |
| ...i Ystad                | Malmöhus län            | 7 december 1907   |         |
| ...i Simrishamn           | Kristianstads län       | 8 december 1907   |         |
| ...i Storvik              | Gävleborgs län          | 15 december 1907  |         |
| ...i Gislaved             | Jönköpings län          | 29 januari 1908   |         |
| ...i Markaryd             | Kronobergs län          | 31 januari 1908   |         |
| ...i Enköping             | Uppsala län             | februari 1908     |         |
| ...i Östhammar            | Uppsala län             | 1 februari 1908   |         |
| ...i Eskilstuna           | Södermanlands län       | 3 februari 1908   |         |
| ...i Vimmerby             | Kalmar län              | 7 mars 1908       |         |
| ...i Helgum               | Västernorrlands län     | 15 mars 1908      |         |
| ...i Falköping            | Skaraborgs län          | 17 mars 1908      |         |
| ...i Hjo                  | Skaraborgs län          | 26 mars 1908      |         |
| ...i Öxnered              | Älvsborgs län           | 5 april 1908      |         |
| ...i Oviken               | Jämtlands län           | 17 april 1908     |         |
| ...i Köping               | Västmanlands län        | 21 april 1908     |         |
| ...i Lilla Edet           | Älvsborgs län           | 2 maj 1908        |         |
| ...i Borås                | Älvsborgs län           | 7 maj 1908        |         |
| ...i Bräcke               | Jämtlands län           | 10 maj 1908       |         |
| ...i Torpa                | Göteborgs och Bihus län | 22 maj 1908       |         |
| ...i Marstrand            | Göteborgs och Bohus län | 6 juli 1908       |         |
| ...i Valdemarsvik         | Östergötlands län       | 8 augusti 1908    |         |
| ...i Överselö             | Södermanlands län       | 12 augusti 1908   |         |
| ...i Ulricehamn           | Älvsborgs län           | 1 oktober 1908    |         |
| ...i Åtvidaberg           | Östergötlands län       | 18 oktober 1908   |         |
| ...i Glommersträsk        | Norrbottens län         | 23 november 1908  |         |
| ...i Rogberga             | Jönköpings län          | 28 november 1908  |         |
| ...i Klippan              | Kristianstads län       | 2 december 1908   |         |
| ...i Mjällby              | Blekinge län            | 13 december 1908  |         |
| ...i Bomhus               | Gävleborgs län          | 18 december 1908  |         |
| ...i Mora                 | Kopparbergs län         | 8 februari 1909   |         |
| ...i Avesta               | Kopparbergs län         | 9 februari 1909   |         |
| ...i Flen                 | Södermanlands län       | 6 mars 1909       |         |
| ...i Norrsundet           | Gävleborgs län          | 19 mars 1909      |         |
| ...i Hamrånge             | Gävleborgs län          | 20 mars 1909      |         |
| ...i Ockelbo              | Gävleborgs län          | 21 mars 1909      |         |
| ...i Bollnäs              | Gävleborgs län          | 24 mars 1909      |         |
| ...i Färila               | Gävleborgs län          | 25 mars 1909      |         |
| ...i Torshälla            | Södermanlands län       | 22 april 1909     |         |
| ...i Färgelanda           | Älvsborgs län           | 25 april 1909     |         |
| ...i Torsåker             | Gävleborgs län          | april 1909        |         |
| ...i Tvååker              | Hallands län            | 17 juli 1909      |         |
| ...i Stenstorp            | Skaraborgs län          | 1 augusti 1909    |         |
| ...i Skurup               | Malmöhus län            | 26 augusti 1909   |         |
| ...i Skövde               | Skaraborgs län          | 4 september 1909  |         |
| ...i Båstad               | Kristianstads län       | 15 september 1909 |         |
| ...i Tierp                | Uppsala län             | 17 oktober 1909   |         |
| ...i Hellekis             | Skaraborgs län          | 16 oktober 1909   |         |
| ...i Årnäs                | Skaraborgs län          | 17 oktober 1909   |         |
| ...i Hallsberg            | Örebro län              | 30 oktober 1909   |         |
| ...i Degerfors            | Örebro län              | 31 oktober 1909   |         |
| ...i Norberg              | Västmanlands län        | 5 november 1909   |         |
| ...i Gössäter             | Skaraborgs län          | 14 november 1909  |         |
| ...i Motala               | Östergötlands län       | 17 november 1909  |         |
| ...i Kungsbacka           | Hallands län            | 6 december 1909   |         |
| ...i Nässjö               | Jönköpings län          | 13 december 1909  |         |
| ...i Sund                 | Västernorrlands län     | 23 februari 1910  |         |
| ...i Vivsta varv          | Västernorrlands län     | 23 februari 1910  |         |
| ...i Svartvik             | Västernorrlands län     | 26 februari 1910  |         |
| ...i Kungsör              | Södermanlands län       | 7 mars 1910       |         |
| ...i Charlottenberg       | Värmlands län           | 12 mars 1910      |         |
| ...i Uddeholm             | Värmlands län           | 3 april 1910      |         |
| ...i Munkfors             | Värmlands län           | 4 april 1910      |         |
| ...i Kristinehamn         | Värmlands län           | 8 april 1910      |         |
| ...i Surte                | Älvsborgs län           | 7 maj 1910        |         |
| ...i Krokstrand           | Göteborgs och Bohus län | 26 juni 1910      |         |
| ...i Tranås               | Jönköpings län          | november 1910     |         |
| ...i Yxhult               | Örebros län             | 1910              |         |
| ...i Björknäs             | Västernorrlands län     | 17 januari 1911   |         |
| ...i Järpen               | Jämtlands län           | 1 februari 1911   |         |
| ...i Forshaga             | Värmlands län           | 9 april 1911      |         |
| ...i Askersund            | Örebro län              | 28 april 1911     |         |
| ...i Sölvesborg           | Blekinge län            | 4 maj 1911        |         |
| ...i Ousby                | Kristianstads län       | 14 september 1911 |         |
| ...i Borlänge             | Kopparbergs län         | 13 oktober 1911   |         |
| ...i Skee                 | Älvsborgs län           | 12 november 1911  |         |
| ...i Mellerud             | Älvsborgs län           | 26 november 1911  |         |
| ...i Sala                 | Västmanlands län        | 16 februari 1912  |         |
| ...i Ånimskog             | Älvsborgs län           | 2 mars 1912       |         |
| ...i Segersta-Landa       | Gävleborgs län          | 17 mars 1912      |         |
| ...i Axvall               | Skaraborgs län          | 22 mars 1912      |         |
| ...i Rånnum               | Älvsborgs län           | 24 mars 1912      |         |
| ...i Hanebo               | Gävleborgs län          | 27 mars 1912      |         |
| ...i Alfta                | Gävleborgs län          | 29 mars 1912      |         |
| ...i Järvsö               | Gävleborgs län          | 13 april 1912     |         |
| ...i Rönninge-Tumba       | Stockholms län          | 21 juni 1912      |         |
| ...i Torrskog             | Älvsborgs län           | 14 juli 1912      |         |
| ...i Västkinde            | Gotlands län            | december 1912     |         |
| ...i Alnö                 | Västernorrlands län     | 20 december 1912  |         |
| ...i Los                  | Gävleborgs län          | 1913              |         |
| ...i Tomelilla            | Kristianstads län       | 2 januari 1913    |         |
| ...i Kiruna               | Norrbottens län         | 9 februari 1913   |         |
| ...i Sveg                 | Jämtlands län           | 24 februari 1913  |         |
| ...i Linsäll              | Jämtlands län           | 25 februari 1913  |         |
| ...i Ljungskile           | Göteborgs och Bohus län | mars 1913         |         |
| ...i Alby                 | Västernorrlands län     | 2 mars 1913       |         |
| ...i Kårböle              | Gävleborgs län          | 27 mars 1913      |         |
| ...i Boden                | Norrbottens län         | 3 april 1913      |         |
| ...i Alingsås             | Älvsborgs län           | 13 april 1913     |         |
| ...i Limmared             | Älvsborgs län           | 3 maj 1913        |         |
| ...i Finspång             | Östergötlands län       | 18 maj 1913       |         |
| ...i Segmon               | Värmlands län           | 24 maj 1913       |         |
| ...i Haverö               | Västernorrlands län     | 31 augusti 1913   |         |
| ...i Lit                  | Jämtlands län           | 7 september 1913  |         |
| ...i Edane                | Värmlands län           | 14 september 1913 |         |
| ...i Katarineholm         | Södermanlands län       | 13 oktober 1913   |         |
| ...i Mjölby               | Östergötlands län       | 27 oktober 1913   |         |
| ...i Västervik            | Kalmar län              | 27 oktober 1913   |         |
| ...i Lidköping            | Skaraborgs län          | 13 november 1913  |         |
| ...i Horn                 | Östergötlands län       | 1 december 1913   |         |
| ...i Hör                  | Malmöhus län            | 6 december 1913   |         |
| ...i Malung               | Kopparbergs län         | 14 december 1913  |         |
| ...i Ljungbyhed           | Kronobergs län          | 12 januari 1914   |         |
| ...i Nybro                | Kalmar län              | 5 februari 1914   |         |
| ...i Sköldinge            | Södermanlands län       | 22 mars 1914      |         |
| ...i Aneby                | Jönköpings län          | 22 oktober 1914   |         |
| ...i Alsen                | Jämtlands län           | 15 mars 1915      |         |
| ...i Häggenås             | Jämtlands län           | 3 mars 1915       |         |
| ...i Persön               | Norrbottens län         | 02 mars 1915      |         |
| ...i Kälarna              | Jämtlands län           | 8 april 1915      |         |
| ...i Ytterberg            | Jämtlands län           | 11 april 1915     |         |
| ...i Lillhärdal           | Jämtlands län           | 13 april 1915     |         |
| ...i Vadstena             | Östergötlands län       | 15 april 1915     |         |
| ...i Överturingen         | Västernorrlands län     | 25 maj 1915       |         |
| ...i Striberg             | Örebro län              | november 1915     |         |
| ...i Knisslinge           | Kristianstads län       | 21 november 1915  |         |
| ...i Johanneshus          | Blekinge län            | 5 december 1915   |         |
| ...i Broby                | Kristianstads län       | 8 december 1915   |         |
| ...i Laxå                 | Örebro län              | januari 1916      |         |
| ...i Brunskog             | Norrbottens län         | 13 februari 1916  |         |
| ...i Mölnlycke            | Göteborgs och Bohus län | 11 mars 1916      |         |
| ...i Älvros               | Jämtlands län           | april 1916        |         |
| ...i Rätan                | Jämtlands län           | april 1916        |         |
| ...i Vemdalen             | Jämtlands län           | april 1916        |         |
| ...i Ytterhogdal          | Jämtlands län           | 7 april 1916      |         |
| ...i Överhogdal           | Jämtlands län           | 9 april 1916      |         |
| ...i Hede                 | Jämtlands län           | 13 april 1916     |         |
| ...i Orsa                 | Kopparbergs län         | 17 april 1916     |         |
| ...i Stöde                | Västernorrlands län     | 9 juli 1916       |         |
| ...i Arjepluog            | Norrbottens län         | 16 juli 1916      |         |
| ...i Sandslån             | Västernorrlands län     | 29 november 1916  |         |
| ...i Anundsjö-Bredbyn     | Västernorrlands län     | 5 december 1916   |         |
| ...i Vara                 | Skaraborgs län          | 10 december 1916  |         |
| ...i Husum                | Västernorrlands län     | 12 december 1916  |         |
| ...i Älvsjö               | Stockholms län          | 17 december 1916  |         |
| ...i Långåskans           | Jämtlands län           | 3 mars 1917       |         |
| ...i Sprängsviken         | Västernorrlands län     | 13 mars 1917      |         |
| ...i Köpmanholmen         | Västernorrlands län     | 23 mars 1917      |         |
| ...i Ramsele              | Västernorrlands län     | 28 mars 1917      |         |
| ...i Ragunda              | Jämtlands län           | april 1917        |         |
| ...i Tännäs               | Jämtlands län           | 4 april 1917      |         |
| ...i Flon-Bruksvallarna   | Jämtlands län           | 6 april 1917      |         |
| ...i Funäsdalen           | Jämtlands län           | 9 april 1917      |         |
| ...i Hedeviken            | Jämtlands län           | 13 april 1917     |         |
| ...i Glöte                | Jämtlands län           | 16 april 1917     |         |
| ...i Munkflohögen         | Jämtlands län           | 19 april 1917     |         |
| ...i Sikås                | Jämtlands län           | 20 april 1917     |         |
| ...i Hammerdal            | Jämtlands län           | 21 april 1917     |         |
| ...i Strömsund            | Jämtlands län           | 22 april 1917     |         |
| ...i Ljusnedal            | Jämtlands län           | 25 april 1917     |         |
| ...i Tvååker              | Hallands län            | 28 april 1917     |         |
| ...i Huddinge             | Stockholms län          | 29 april 1917     |         |
| ...i Götlunda             | Örebro län              | 11 maj 1917       |         |
| ...i Finnekumla           | Älvsborgs län           | 1 september 1917  |         |
| ...i Harplinge            | Hallands län            | 30 september 1917 |         |
| ...i Slöinge              | Hallands län            | oktober 1917      |         |
| ...i Mora                 | Kopparbergs län         | 17 oktober 1917   |         |
| ...i Husby                | Kopparbergs län         | 21 oktober 1917   |         |
| ...i Tofta                | Hallands län            | 28 oktober 1917   |         |
| ...i Öjebyn               | Norrbottens län         | 1 november 1917   |         |
| ...i Åmål                 | Älvsborgs län           | 20 november 1917  |         |
| ...i Glimåkra             | Kristianstads län       | 2 december 1917   |         |
| ...i Älvsjö               | Stockholms län          | 17 december 1917  |         |
| ...i Bestorp              | Östergötlands län       | 1918              |         |
| ...i Borensberg           | Östergötlands län       | 1918              |         |
| ...i Hagfors              | Värmlands län           | 1918              |         |
| ...i Kosta                | Kronobergs län          | 25 februari 1918  |         |
| ...i Vallsta              | Gävleborgs län          | 12 maj 1918       |         |
| ...i Steneby              | Älvsborgs län           | 25 augusti 1918   |         |
| ...i Töreboda             | Skaraborgs län          | 1919              |         |
| ...i Rättvik              | Kronobergs län          | 5 februari 1919   |         |
| ...i Köinge               | Hallands län            | april 1919        |         |

## Filialer
| Filialer            | Län               | Bildad           | Upphörd |
| ------------------- | ----------------- | ---------------- | ------- |
| ...i Vadstena       | Östergötlands län | 1904             |         |
| ...i Ljungsbro      | Östergötlands län | 1909             |         |
| ...i Eringsboda     | Blekinge län      | 1910             |         |
| ...i Forshaga       | Värmlands län     | 1910             |         |
| ...i Krylbo         | Kopparbergs län   | 1910             |         |
| ...i Mörrum         | Blekinge län      | 1910             |         |
| ...i Väse           | Värmlands län     | 1910             |         |
| ...i Moskussel      | Norrbottens län   | 1911             |         |
| ...i Vara           | Skaraborgs län    | 1911             |         |
| ...i Bräkne-Hoby    | Blekinge län      | 1912             |         |
| ...i Hybo           | Gävleborgs län    | 1912             |         |
| ...i Järna          | Stockholms län    | 1912             |         |
| ...i Nättraby       | Blekinge län      | 1912             |         |
| ...i Slite          | Gotlands län      | 1912             |         |
| ...i Valbo          | Gävleborgs län    | mars 1912        |         |
| ...i Valdemarsvik   | Östergötlands län | 1912             |         |
| ...i Västra Strö    | Malmöhus län      | 1912             |         |
| ...i Trosa          | Södermanlands län | 1913             |         |
| ...i Strömsnäs bruk | Kronobergs län    | 1913             |         |
| ...i Klinte         | Gotlands län      | 26 januari 1913  |         |
| ...i Vång           | Blekinge län      | 29 mars 1913     |         |
| ...i Grödinge       | Södermanlands län | 12 juni 1913     |         |
| ...i Valla          | Södermanlands län | 16 oktober 1913  |         |
| ...i Kantorp        | Södermanlands län | 26 oktober 1913  |         |
| ...i Laxå           | Örebro län        | april 1915       |         |
| ...i Skärblacka     | Östergötlands län | 17 maj 1915      |         |
| ...i Fjugesta       | Örebro län        | 16 november 1915 |         |
| ...i Gällersta      | Örebro län        | 19 november 1915 |         |
| ...i Hedeviken      | Jämtlands län     | april 1916       |         |
| ...i Åmmeberg       | Örebro län        | april 1916       |         |
| ...i Grästorp       | Skaraborgs län    | 1917             |         |
| ...i Frövi          | Örebro län        | 27 januari 1917  |         |
| ...i Ringkarleby    | Örebro län        | 28 januari 1917  |         |
| ...i Östra Ryd      | Östergötlands län | 9 april 1917     |         |
| ...i Bestorp        | Östergötlands län | 15 april 1917    |         |
| ...i Storå          | Örebro län        | 25 april 1917    |         |
| ...i Vasselhyttan   | Örebro län        | 27 april 1917    |         |
| ...i Fors           | Kopparbergs län   | 22 oktober 1917  |         |
| ...i Vindeln        | Västerbotten län  | [ 13 ]           |         |
| ...i Skänninge      | Östergötlands län | 5 mars 1918      |         |
| ...i Bjärnum        | Kristianstads län | april 1918       |         |